# Dorothy Percy, Countess of Northumberland
Dorothy Percy, Countess of Northumberland (geborene Devereux; * 1561 im Chartley Castle; † 3. August 1619) war eine englische Adlige.
Sie war die jüngere Tochter von Walter Devereux, 1. Earl of Essex und Lettice Knollys.
Im Juli 1583 heiratete sie in erster Ehe Sir Thomas Perrot († 1594), Gutsherr von Haroldston in Pembrokeshire. Es gab damals Gerüchte, ihr Schwiegervater, Sir John Perrot, sei ein illegitimer Sohn von König Heinrich VIII. Mit Thomas hatte sie drei Töchter:
- Penelope Perrot, ⚭ (1) Sir William Lowey, ⚭ (2) Sir Robert Naunton;
- Dorothy Perrot;
- Elizabeth Perrot.

1594 heiratete sie in zweiter Ehe Henry Percy, 9. Earl of Northumberland, und erhielt dadurch den Höflichkeitstitel Countess of Northumberland. Mit ihm hatte sie sechs Kinder:
- Henry Percy, Lord Percy (nach 1594–um 1596);
- Henry Percy, Lord Percy (1596–1597);
- Lady Dorothy Percy (1598–1650);
- Lady Lucy Percy (um 1600–1660);
- Algernon Percy, 10. Earl of Northumberland (1602–1668);
- Henry Percy of Alnwick (um 1604–1659).

Ihr zweiter Gatte wurde 1605 im Tower of London eingesperrt, da er der Mitwirkung am Gunpowder Plot (Pulververschwörung) verdächtigt wurde, und er wurde erst nach ihrem Tod freigelassen.